# Chris Pratt
Christopher Michael (Chris) Pratt (Virginia (Minnesota), 21 juni 1979) is een Amerikaans acteur. Hij was onder meer te zien als Bright Abbott gedurende meer dan tachtig afleveringen van de televisieserie Everwood (2002-2006) en in films als Wanted en Bride Wars. Van april 2009 tot 2015 speelde hij Andy Dwyer in de komedieserie Parks and Recreation. In 2017 kreeg hij een ster op de Hollywood Walk of Fame.
Pratt was van 2009 tot en met 2018 getrouwd met actrice Anna Faris. Het stel kreeg in 2012 een zoon. Hij trouwde in juni 2019 met Katherine Schwarzenegger, de dochter van Arnold Schwarzenegger. Zij hebben samen twee dochters en een zoon.

## Filmografie
Onderstaande is een selectie van de filmografie, exclusief televisiefilms en eenmalige gastrollen.